# Грачёва, Елена Николаевна
Елена Николаевна Грачёва (род. 14 мая 1964, Омск) — российская общественная деятельница, литературовед, преподаватель 610 гимназии Санкт-Петербурга и СПбГУКиТ.

## Биография
В 1980-х годах училась на отделении русской филологии Тартуского университета. Вспоминала, что "стала филологом отчасти случайно", и изначально собиралась поступать на исторический факультет Ленинградского университета, однако при подготовке к поступлению познакомилась с Виктором Кривулиным, и тот рекомендовал ей «ехать в Тарту к Лотману».
C 2005 года координатор программ фонда АдВита, активный участник протестов против расформирования 31 больницы Санкт-Петербурга.
Замечала: "Если говорить о том, какие именно тексты больше всего потрясли, то это «Бедные люди» Достоевского, «Скрипка Ротшильда» Чехова и «Свет в августе» Фолкнера". "Перевод всегда интерпретация. Интерпретация невероятно важна, потому что книжка – это не бумага и краска, книжка – это ее читатели, их диалог с автором".

## Публикации
- Представления о детстве поэта на материале жизнеописаний конца XVIII–начала XIX вв. // Лотмановский сборник. — М., 1995. — Т. 1. — С. 323-333.